# Спалахнув шифер
Спалахнув шифер (також відомий як «De Shifer») — український гурт. Грав в стилі «альтернатива».

## Історія
Гурт був заснований 7 березня 1996 року, коли в місті Ужгороді відбувся перший виступ гурту під назвою «Вспыхнул шифер», в складі якого були ужгородці: Дмитро Богуш та Євген Колесник. В 1997 році назва гурту змінюється на «Спалахнув шифер».
Гурт починає активно концертувати містами України та Угорщини, беручи участь у багатьох акціях і здобуваючи чималу популярність.
Всеукраїнську славу гурт здобув після співпраці з «Територією А» та виходу кліпа «Не жени мене геть», режисерами якого стали відомі кліпмейкери Віктор Придувалов та Віктор Приходько.
У 1998 році виходить перший альбом «Живцем на дорозі» (у 2001 році перевиданий під назвою «Не гони»). В травні гурт бере участь у «Таврійських іграх».
У 1999 році знімається кліп «Темнота», після чого «Спалахнув шифер» на певний час припиняє свою діяльність.
У 2001 році в Києві гурт в оновленому складі і зі зміненою назвою «De Shifer» знову повертається до концертної діяльності, виходить кліп «Не йди», виходять альбоми «Terrorist» та «Не гони». У 2002–2003 роках гурт бере активну участь у фестивалях «Перлини сезону» і «Коблево».
У 2003 році виходить кліп «Hit the Road».
В грудні 2004 року «De Shifer» брав активну участь у «Помаранчевій революції», записавши пісню «Час прийшов», а в лютому 2005 року брав участь в українському національному фіналі конкурсу «Євробачення-2005» з піснею «Час прийшов». Того ж таки 2005 року виходить новий альбом гурту «Спалахнув… 2005», гурт продовжує активну концертну діяльність.
Творчість гурту оцінили не тільки в Україні, але й у країнах ближнього зарубіжжя. Так, білоруська версія пісні «Час прийшов» (у рамках інтернаціонального синглу гурту «Freedom song») очолила збірник «Пісні свободи-2» (2006) незалежного білоруського музичного лейблу «VoliaMusic».
Гурт має досвід виступів разом із всесвітньо відомими виконавцями. Так, 19 квітня 2007 року «De Shifer» розігрівав легендарних «Therapy?», а 24 травня був заявлений перед скандально відомим «The Bloodhound Gang».
У червні 2007 року гурт бере участь у міжнародному фестивалі «COKELIVE-2007» в Бухаресті (Румунія), в якому також взяли участь багато інших відомих гуртів: «The Prodigy», «Incubus», «The Rasmus», «The Cult» та інші.
У 2009 році гурт відновлюється в старому складі (Дмитро Богуш та Євген Колесник) та повертає собі назву «Спалахнув шифер». Знімається кліп на пісню «Зла любов». У березні 2010 року разом з гуртом «Бряц-Band», «Спалахнув шифер» бере участь у відборі на конкурс «Євробачення-2010» від України з піснею «Не журись», однак переможцем не став.

## Склад гурту
- Дмитро Богуш (SHIFER) — вокал, гітара
- Євген Колесник — вокал

## Колишні учасники
- Юлія Котова (YULIYA) — вокал
- Аня Клюшниченко (ILF.FA) — вокал
- Максим Гончар (MAX) — гітара
- Андрій Богданов — бас-гітара (2001 — 2004 рр.)
- Вадим Колісниченко — ударні
- Іван Ротань — бас-гітара
- Руслан Колесников — гітара
- Віталій Сільничний — аранжування
- Констянтин Слобоспицький — гітара
- Олег Федосов — ударні
- Артем Іванов — ударні
- Антон Личико — DJ
- Ігор Сагач (INGVO) — DJ
- В'ячеслав Лещенко — клавішні
- Олена Петренко — вокал у пісні «Hit the road»
- Олексій Мазур — вокал
- Ігор Завада — звукорежисер

## Альбоми
- Живцем на дорозі (1998)
- Не гони (2001)
- Terrorist (2001)
- Спалахнув… 2005 (2005)

## Кліпи
- Не жени мене геть
- Темнота
- Не йди
- Hit the Road
- Дерибан іде
- Зла любов

## Участі та нагороди
Гурт брав участь і був лауреатом багатьох всеукраїнських фестивалів:
- «Нівроку», «Червона Рута», «Крізь терни до зірок», «Таврійські ігри», «Перлини сезону», «Коблево», «Фортеця», "Tattoo-House Fest " й інші.
- брав участь у Помаранчевій революції, створивши хіт «Час прийшов».
- був фіналістом Всеукраїнського національного фіналу «Євробачення-2005» та «Євробачення-2010»
- брав участь у всеукраїнських музичних турах: «Освіжись на ходу» від Coca-Cola (центральні площі 26 українських міст), «Галасуй за своє» (12 міст), «WEST SUMMER»(10 міст) та інших.
- був учасником концертів, організованих на честь українських і міжнародних свят (День молоді, День святого Валентина, День Покрови, День Києва, День боротьби зі СНІДом, День Незалежності України й інші).
- пісня De Shifer «Вишневый ветер» стала саундтреком до російського фільму «Бумер. Фільм другий».

## Творчість
Творчість гурту оцінили не тільки в Україні, але й у країнах ближнього зарубіжжя. Так, білоруська версія пісні «Час прийшов» (у рамках інтернаціонального синглу гурту «Freedom song») очолила збірник «Пісні свободи-2» (2006) незалежного білоруського музичного лейблу «VoliaMusic». Український варіант пісні є саундтреком до таких кінострічок: «Time's Up!» (режисер А. Ллойд, 2005, Канада), «Гномики їдуть в Україну» (режисер М. Дембінські, 2005, Польща), «Бумер. Фільм другий», документальний фільм «Помаранчеві хроніки» (режисер Д. Колодій, 2006, США-Україна).
Гурт має досвід виступів на одній сцені зі всесвітньо відомими виконавцями. Так, 19 квітня De Shifer розігрівав легендарних «Therapy?», а 24 травня був заявлений перед скандально відомим «Bloodhound Gang».
23 червня разом із The Prodigy, Incubus, The Rasmus, The Cult, Backyard Babies команда виступила на фестивалі «Cokelive-2007» в Бухаресті (Румунія). Зараз гурт готує новий матеріал, орієнтований на західні фестивалі.